# British-Airways-Flug 38
British-Airways-Flug 38 war ein Linienflug der britischen Fluggesellschaft British Airways vom Flughafen Peking zum Flughafen London-Heathrow, auf dem am 17. Januar 2008 eine Boeing 777 beim Landeanflug um 12:42 Uhr Ortszeit vor der Landebahn aufsetzte. Es handelte sich dabei um den ersten Flugunfall einer Boeing 777, die aufgrund des Zwischenfalls abgeschrieben werden musste. Bei der Bruchlandung wurden 47 Personen verletzt, davon eine schwer.

## Flugzeug
Die Boeing 777-200ER mit der Fabriknummer 30314, Seriennummer 342 und Kennzeichen G-YMMM hatte am 18. Mai 2001 ihren Erstflug und wurde am 31. Mai 2001 an British Airways ausgeliefert. Das Flugzeug war mit zwei Rolls-Royce Trent 800 Triebwerken ausgestattet und zum Unfallzeitpunkt 6,7 Jahre alt.

## Verlauf des Unfalls
Die Boeing 777-236ER reagierte kurz vor der Landung in einer Flughöhe von 720 Fuß (ca. 220 m) rund 3200 m vor dem Aufsetzpunkt weder auf eine Auto-Throttle-Anforderung (Automatische Schubkontrolle) noch auf eine manuelle Schubanforderung der Piloten. Der Autopilot des Flugzeuges versuchte den vom Instrumentenlandesystem vorgesehenen Gleitweg einzuhalten. Die dabei erfolgte Anpassung des Anstellwinkels bei – auch trotz manueller Eingaben – ausbleibender Schuberhöhung reduzierte die Geschwindigkeit auf bis zu 108 (statt 134) Knoten in einer Flughöhe von 200 Fuß. Um dem durch Warnanzeigen angekündigten Strömungsabriss zu entgehen, verringerte der fliegende Pilot den Anstellwinkel der Maschine, was die Abschaltung des Autopiloten bei einer Flughöhe von 175 Fuß zur Folge hatte. Als den Piloten klar wurde, dass sie die Landebahn nicht mehr erreichen würden, kontaktierten sie den Tower mit einem Notruf. Das Flugzeug setzte etwa 300 Meter vor Beginn der Landebahn 27L auf und rutschte über das Gras. Dabei knickte das Bugfahrwerk ein und das rechte Hauptfahrwerk löste sich vom Rumpf, wobei Teile in den mittleren Kerosintank und den Rumpf eindrangen. Das linke Hauptfahrwerk wurde nach oben durch den Flügel hindurch getrieben. Die Maschine kam dann am Beginn der Landebahn zum Stillstand. Obwohl Treibstoff auslief, kam es nicht zu einem Brand. Passagiere berichteten, dass das Flugzeug „einfach absackte“, nachdem das Fahrwerk eingerastet war. Das Flugzeug überflog die  Straße A30 nur etwa 8 Meter über den darauf fahrenden Autos, darunter das Fahrzeug des Premierministers Gordon Brown, der sich wegen einer bevorstehenden Auslandsreise auf dem Weg zum Flughafen befand. Acht Rettungswagen wurden an die Unfallstelle geschickt. Ein Passagier erlitt einen Beinbruch infolge des Eindringens von Fahrwerkteilen in den Rumpf des Flugzeuges. 12 Besatzungsmitglieder und 34 Passagiere erlitten leichte Verletzungen. Einige von ihnen wurden mit Schürfwunden in Krankenhäuser gebracht, aber am Abend entlassen. Ein Fluggast wurde mit einer Schnittwunde über Nacht im Krankenhaus behalten.
Das 138 Tonnen schwere Flugzeug wurde schwer beschädigt. Es handelte sich um den ersten Totalschaden einer Boeing 777. Es war jedoch der dritte Zwischenfall, in den eine Boeing 777 der British Airways verwickelt war.

## Mögliche Unfallursache
Die britische Behörde für Flugunfälle, die Air Accident Investigation Branch (AAIB), untersuchte den Flugunfall. Den internationalen Gepflogenheiten entsprechend hatten der Hersteller der Triebwerke, Rolls-Royce, Hersteller Boeing und – da es sich um ein in den Vereinigten Staaten hergestelltes Flugzeug handelte – der National Transportation Safety Board (NTSB) die Unterstützung bei den Untersuchungen angeboten.
British-Airways-Vorstand Willie Walsh lobte die Reaktion der Crew, die „alle 136 Passagiere sicher evakuierte. Der Kapitän des Flugzeugs ist einer unserer erfahrensten und fliegt für uns seit fast zwanzig Jahren. Unsere Besatzungen sind trainiert, um mit solchen Situationen fertig zu werden“. Er lobte ebenfalls das Verhalten von Feuerwehr, Rettungsdiensten und Polizei.

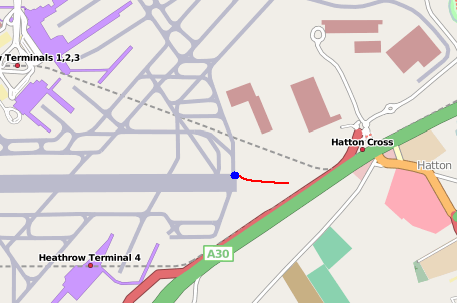
Der blaue Punkt markiert den Ort, an dem das Flugzeug zum Stillstand kam. Die rote Linie verdeutlicht den Weg des Flugzeuges nach dem vorzeitigen Aufsetzen auf dem Gras innerhalb der Runway Safety Area.

Kapitän Peter Burkill funkte erst wenige Sekunden vor dem Aufprall einen Notruf an den Kontrollturm, vorher gab es keine Anzeichen für eine Notlage des Flugzeugs. David Learmount, ein Journalist der Flight International, schrieb, dass das „Flugzeug entweder einen vollständigen oder schweren Antriebsverlust hatte und dass dies sehr spät beim Landeanflug geschah, weil der Pilot keine Zeit hatte, dies der Luftverkehrskontrolle oder den Passagieren zu sagen“. Es wurde spekuliert, dass aufgrund der Wetterbedingungen Scherwinde die Ursache für das Absacken der Maschine waren. Der zum Zeitpunkt des Unfalls geltende Flugwetterbericht METAR prognostizierte den ICAO-Bestimmungen entsprechend mögliche Böen; es wurden aber zum Zeitpunkt des Unfalls weder Böen noch Scherwinde registriert.
Flugkapitän Peter Burkill erklärte auf einer Pressekonferenz, dass er sich während der laufenden Untersuchung der AAIB nicht öffentlich zu dem Vorfall äußern werde. Er sagte jedoch, dass der Erste Offizier John Coward das Flugzeug während des Landeanflugs steuerte.
Ein vorläufiger Bericht der AAIB stellte fest, dass bei dem Flugzeug in einer Höhe von etwa 600 Fuß (knapp 200 m) über dem Boden und etwa zwei nautische Meilen (3700 Meter) vom Aufsetzpunkt entfernt ein Schubversagen aufgetreten war und es infolgedessen zu schnell gesunken war. Es streifte dann den Boden etwa 300 Meter vor Beginn der befestigten Landebahn. Der Aufprall erfolgte in der Nähe des Haltepunkts NB1, der von der Landebahn 27L zum Taxiway N führt.
Die anfänglichen Theorien über die Ursache haben sich auf verschiedene Gebiete erstreckt. Weil beide Triebwerke einer Schubanforderung nicht Folge leisteten, gilt ein mechanischer Triebwerksfehler nicht als Ursache, da der gleichzeitige Ausfall beider Triebwerke wenig wahrscheinlich ist.
Die Möglichkeit eines Vogelschlages wurde erwogen. Es gab zu dem Zeitpunkt des Unfalls jedoch keinerlei dementsprechenden Beobachtungen. Die Annahme, dass der mittlere Tank vereist gewesen sein könnte, veranlasste etwa die Fluggesellschaften United Airlines und American Airlines zu Maßnahmen, die die Qualität des verwendeten Treibstoffes sicherstellen sollten.
Einen Monat nach dem Zwischenfall gaben die Ermittlungsbehörden bekannt, dass es „keine Beweise für einen mechanischen Defekt, Vogelschlag oder Vereisung gab“ und dass es „keine Beweise für Kraftstoffverunreinigung oder ungewöhnlich hohen Gehalt von Wasser darin gibt“ und dass es „keine Anomalitäten in den wichtigen Systemen des Flugzeuges“ gab. Der Bericht wies jedoch auf Kavitation in beiden Hochdruckkraftstoffpumpen hin, was auf eine Begrenzung der Kraftstoffversorgung hinweist, obwohl der Hersteller feststellte, dass beide Pumpen noch den vollständigen Treibstoffdurchfluss leisten konnten. Der Bericht hielt fest, dass das Flugzeug auf seiner Reise durch extrem kalte Luftmassen geflogen war, diese Temperaturen jedoch nicht niedrig genug waren, um den Treibstoff zu vereisen.
Demzufolge konzentrieren sich die Spekulationen auf die Elektronik und die Treibstoffversorgung. Der Ausfall der Software oder der Elektronik, durch die die Triebwerke gesteuert werden, war eine weitverbreitete Theorie. Die Tageszeitung The Guardian zitierte am 19. Januar eine anonyme Quelle, nach der ein Engine-Pressure-Ratio-Messinstrument versagt habe und dass eine automatische Alarmierung der Piloten über dieses Problem ausgeblieben war.
Ein Fehler im elektronischen System des Flugzeuges könnte zu einer Unterbrechung der Verbindung zwischen der Steuerung durch die automatischen und manuellen Kontrollelemente sowie den beiden Triebwerken geführt haben. Es wurde auch spekuliert, dass Funkstörungen durch den Jammer der Wagenkolonne des Premierministers zu dem Ausfall geführt haben könnten. Diese beiden Theorien wurden durch das Bulletin der Ermittlungsbehörden vom 12. Mai jedoch ausgeschlossen.

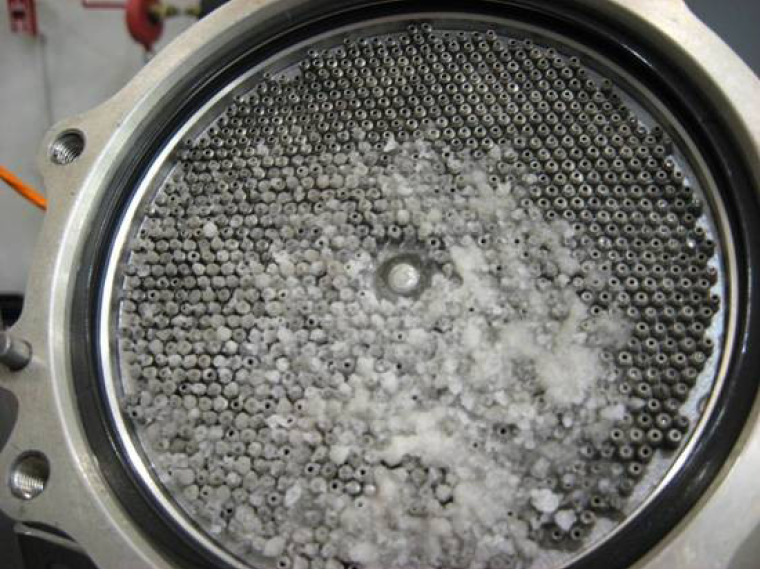
Eiskristalle verstopfen den Treibstoff-Öl-Wärmetauscher eines Trent 800, (Bild: NTSB)

Das Bulletin des AAIB vom 12. Mai schloss auch Scherwinde als Ursache für die Bruchlandung aus. Die Ermittlungen konzentrieren sich nun auf die Ursache für die Kavitation an den Hochdruckpumpen beider Triebwerke, die auf einen außergewöhnlich niedrigen Druck an den Zuleitungen hinweisen.
Der vorläufige Untersuchungsbericht der britischen Air Accidents Investigation Branch gibt abschließend als wahrscheinlichste Ursache an, dass Eis im Kraftstoffsystem, das die Triebwerke mit Treibstoff versorgt, für den Unfall verantwortlich war. Eine von der NTSB am 11. März 2009 veröffentlichte Sicherheitsempfehlung, die diesen Vorfall und einen weiteren Triebwerks-Leistungsverlust einer 777-200ER der Delta Airlines am 26. November 2008 zum Gegenstand hat, betrachtet mögliche Eisanlagerungen in den Treibstoff/Öl-Wärmetauschern Fuel/Oil Heat Exchangers (FOHE) der Trent-800-Triebwerke als kritisch, da durch die kraftstoffseitige Verstopfung der Wärmetauscher mit Eiskristallen die Kraftstoffmenge nicht für die von den Piloten angeforderte Schubkraft ausreicht.

## Störung des Flugbetriebes
Abgehende Flüge verspäteten sich. Weil durch den Unfall die Feuerwehren im Einsatz waren, gab es für den Rest des Flughafens keine ausreichende Absicherung. Deswegen wurde der Flugbetrieb auf dem Flughafen kurzzeitig vollständig eingestellt. Alle Kurzstreckenflüge und einige Flugverbindungen auf der Langstrecke wurden für den Rest des Tages gestrichen. Ansonsten gab es Verspätungen von bis zu 1½ Stunden, da die Start- und Landebahn 27L zunächst geschlossen blieb. 24 ankommende Flüge wurden nach Gatwick, Luton oder Stansted umgeleitet. Bis zum Abend des 17. Januar wurden 221 Flüge gestrichen. Das Verkehrsministerium erteilte eine Ausnahmegenehmigung vom Nachtflugverbot.
Auch am 18. Januar kam es noch zu Streichungen von 113 Kurzstreckenflügen, weil Crews und Flugzeuge sich nicht an den geplanten Orten befanden. Das Wrack der Maschine wurde am 20. Januar durch zwei Autokräne auf einen Tieflader verladen und abtransportiert.

## Ähnliche Zwischenfälle
Am 27. Februar 2008 bemerkte ein Pilot einer Boeing 777-300 der Singapore Airlines zwei Schläge in den Motoren. Die Warnmeldung „Engine Turbine Overspeed“ erschien auf der Instrumententafel. Das Flugzeug landete dann ohne Probleme auf dem Flughafen Moskau-Domodedowo.
Einen Tag später reagierte das linke Triebwerk einer Boeing 777-200 der American Airlines nicht auf die Schubanforderung der Piloten. Es dauerte etwa 10 bis 15 Sekunden, bis das Triebwerk beschleunigte.

## Verfilmung
Im Jahre 2011 wurde der Unfall als zweite Folge der 10. Staffel als The Heathrow Enigma in Englisch und als Das Wunder von London in der kanadischen Fernsehserie Mayday – Alarm im Cockpit nachgestellt.